# Phaenocarpa brasiliensis
Phaenocarpa brasiliensis är en stekelart som beskrevs av Arouca och Penteado-dias 2006. Phaenocarpa brasiliensis ingår i släktet Phaenocarpa och familjen bracksteklar. Inga underarter finns listade i Catalogue of Life.